# Joaquín Cortés
Pour les articles homonymes, voir Cortés.
 (juillet 2025).
Si vous disposez d'ouvrages ou d'articles de référence ou si vous connaissez des sites web de qualité traitant du thème abordé ici, merci de compléter l'article en donnant les références utiles à sa vérifiabilité et en les liant à la section « Notes et références ».
Joaquín Cortés est un chorégraphe, un danseur de flamenco et un acteur né à Cordoue en Espagne en 1969 au sein d'une famille gitane d'Espagne. Sa beauté physique et son extraordinaire charisme scénique font de lui l’un des danseurs les plus connus du flamenco.

## Biographie
Né le 22 février 1969 à Cordoue, Joaquín Cortés grandit dans le centre de Madrid. Son oncle Cristobal Reyes, danseur professionnel, l'encourage à s'engager dans la voie de la danse et à quinze ans il est déjà solo pour le Ballet nacional de España avec lequel il aura même dansé pour la Reine d'Espagne au Metropolitan Opera House de New York. 
Il étudie la chorégraphie à Madrid avec El Güito, María Magdalena, Benita Jabato Muñoz (Victoria Eugenia) (de), Cristóbal Reyes ou encore Juana Taft et rejoint ensuite le Ballet nacional de España dont il devient premier danseur.
En 1990, il entreprend une carrière en solo et crée peu après sa propre compagnie, Joaquín Cortés Flamenco Ballet.
Certains critiques font de Joaquín Cortés un personnage très controversé dans les cercles les plus orthodoxes du flamenco, dans le sens où il l'accusent de pouvoir tirer parti des moyens technologiques pour créer des ambiances de mises en scène originales.
En 2009, il reçoit la Médaille d'or du mérite des beaux-arts par le Ministère de l'Éducation, de la Culture et des Sports.
Joaquín Cortés a été mondialement reconnu non seulement comme bon danseur mais comme un excellent créateur de productions chorégraphiques.
Depuis le dernier élargissement de l'Union européenne, Joaquin Cortes n'hésite pas à défendre la communauté rom dont il est originaire pour discuter de la situation de cette minorité dans l'Union européenne.

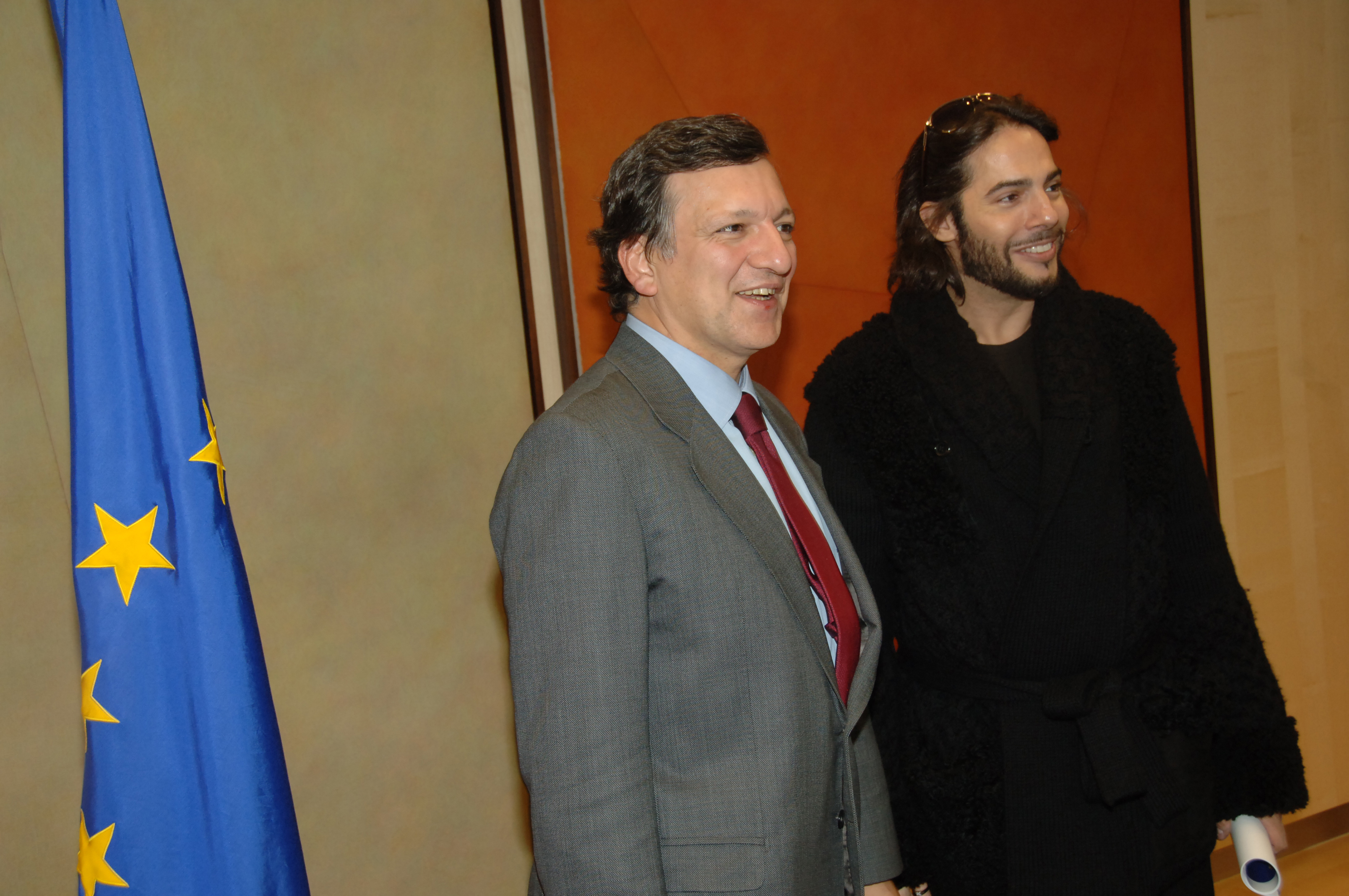
Joaquín Cortés en 2006 avec José Manuel Barroso, président de la Commission européenne, pour discuter de la place des Roms en Europe.

## Quelques créations
- 1991 : Dicen de mí
- 1994 : Pasión gitana
- 2006 : Soledad

## Filmographie
- 1995 : Flamenco de Carlos Saura
- 1995 : La Fleur de mon secret de Pedro Almodóvar[N 2]
- 2001 : Gitano de Manuel Palacios

## Discographie

### Album
- 1997, Joaquín Cortés Gipsy Passion Band (avec la participation de divers artistes de flamenco)

## DVD
- 2003, Joaquín Cortés Live at The Royal Albert Hall (spectacle d'1h 53 min enregistré en juin 2002 au Royal Albert Hall de Londres)